# Addizione elettrofila
L'addizione elettrofila è una reazione di addizione in cui i reagenti sono in genere idrocarburi insaturi. Essa comporta la rimozione di un legame pi greco, a seguito della formazione di due legami covalenti per aggiunta di un elettrofilo.

## Meccanismo di reazione
Il meccanismo di reazione coinvolge la scissione eterolitica della molecola di reagente, che dà origine a due specie chimiche di carica differente. Il gruppo avente carica positiva, dunque povero di elettroni, viene attaccato per primo dal legame multiplo. Si ha quindi la rottura di legami π e la formazione di legami σ.
La reazione avviene in due stadi:
- 1º stadio: gli elettroni del legame π attaccano l'orbitale vuoto dell'elettrofilo; poiché gli elettroni π formano un legame più debole di quelli σ essi possono essere ceduti ad un elettrofilo, portando così alla formazione di un intermedio carico positivamente (il carbocatione).

- 2º stadio: si ha la combinazione fra il carbocatione e la specie nucleofila. Questo stadio è molto veloce, in quanto il carbocatione non è un intermedio stabile.

## Orientazioni delle addizioni elettrofile
Sia gli elettrofili che gli alcheni possono essere simmetrici o asimmetrici. Se l'alchene è simmetrico, è possibile ottenere un solo prodotto di addizione. Altrimenti, in teoria, sarebbe possibile ottenere due prodotti di addizione.

La reazione di addizione è regiospecifica, e segue la regola di Markovnikov:
Quando un reagente asimmetrico si addiziona ad un alchene asimmetrico, la parte elettropositiva del reagente si attacca all'atomo di carbonio del doppio legame che è legato al maggior numero di atomi di idrogeno.

## Addizione di acidi
L'addizione elettrofila di acidi è una reazione di addizione elettrofila di un acido ad un alchene o comunque ad un composto in cui è presente un doppio legame carbonio-carbonio.
Un gran numero di acidi si addizionano al doppio legame degli alcheni: gli acidi alogenidrici (HF, HCl, HBr, HI), l'acido solforico, e gli acidi carbossilici.
Il meccanismo di reazione è il tipico delle reazioni di addizione elettrofila, in due 2 stadi. Il primo lento, con formazione di un carbocatione; il secondo veloce. La reazione avviene con orientamento Markovnikov:

### Esempi
Addizione di acido cloridrico all'etilene. Come prodotto di reazione abbiamo il cloroetano.

Addizione di acido solforico al ciclopentene. Come prodotto di reazione abbiamo l'idrogenosolfato di ciclopentile (ciclopentil idrogenosolfato).

## Reazioni di addizione
- addizione nucleofila
- idrogenazione
- reazione di idratazione
- addizione di alogeni
- reazione di Diels-Alder
- ossimercurazione e demercurazione
- idroborazione.